# Брихаспати Дев Тригуна
Брихаспати Дев Тригуна (хинди बृहस्पति देव त्रिगुण, англ. Brihaspati Dev Triguna; 1920, Пенджаб, Британская Индия — 1 января 2013, Нью-Дели) — индийский медик, врач, практик вайдьи или аюрведы, специалист по пульсовой диагностике, эксперт в области альтернативной медицины.
Президент Всеиндийского аюрведического конгресса, директор Центрального совета по исследованиям в области аюрведы, президент Национальной академии аюрведы. Работал на различных государственных должностях. Был личным врачом президента Индии, работал в области стандартизации аюрведических лекарств и сертификации аюрведических медицинских колледжей Индии.
Сотрудничал с основателем трансцендентальной медитации Махариши Махеш Йоги. Путешествовал по многим частям мира, включая Европу, где открыл аюрведические клиники. Во время поездки в США выступал с лекциями по аюрведе в медицинских школах, таких как Калифорнийский университет в Лос-Анжелесе, Гарвард и Школа медицины Джонса Хопкинса .